# ليرة فاتيكانية
الليرة الفاتيكانية (بالإيطالية: lira vaticana)‏ كانت عملة دولة الفاتيكان بين عامي 1929 و2002، لتصبح عملة الفاتيكان اليورو، في عام 2002.
تنظم «الدائرة العادية لأملاك الكرسي الرسولي» الشؤون المالية، وتتمتع بسلطة مطلقة تقريبًا، وهي لجنة كردنالية وتحوي مستشارين ماليين وإداريين. اللجنة الثانية هي «الدائرة الخاصة» والتي تختصّ بإدارة المال الذي دفعته المملكة الإيطالية سنة 1920 إلى الكرسي الرسولي بموجب اتفاقيات لاتران مقابل تنازل البابا عن أراضي ملكه للدولة الإيطالية؛ وهي في قيمة تلك الحقبة كانت مليار ليرة إيطالية سندات و750 مليون نقدًا؛ حوّلت جميعها إلى ذلك وأودعت في ثلاث مصارف في بريطانيا وسويسرا وأغلبها الولايات المتحدة؛ ولا يتم الصرف من رأس المال ذاته بل من فوائده فقط.
منذ عام 2002 تحولت عملة الفاتيكان الرسميَّة إلى اليورو، ويصدر الفاتيكان قطعًا معدنية من عملة اليورو (€).